# Macoma inflata
Macoma inflata är en musselart. Macoma inflata ingår i släktet Macoma och familjen Tellinidae. Inga underarter finns listade i Catalogue of Life.